# Tereticus
Tereticus is een geslacht van kevers uit de familie van de boktorren (Cerambycidae). De wetenschappelijke naam van het geslacht werd in 1879 gepubliceerd door Charles Owen Waterhouse.

## Soorten
- Tereticus rufulipennis Fairmaire, 1889
- Tereticus semirugosus (Fairmaire, 1905)
- Tereticus alluaudi Lameere, 1912
- Tereticus antennalis Gahan, 1890
- Tereticus carinatus Quentin & Villiers, 1975
- Tereticus frater Quentin & Villiers, 1975
- Tereticus pectinicornis C.O.Waterhouse, 1879
- Tereticus peyrierasi Quentin & Villiers, 1975
- Tereticus pubicollis (Fairmaire, 1899)